# Église presbytérienne guyanienne
La Guyana Presbyterian Church (Église presbytérienne guyanienne) est une église presbytérienne du Guyana rassemblant 2500 fidèles dans une quarantaine de paroisses. Elle est membre de l'Alliance réformée mondiale et de la Conférence des Églises de la Caraïbe.

## Historique
En 1880, John Morton, un missionnaire canadien presbytérien de Trinidad, a visité la Guyane britannique et a recommandé la création d'une mission. 

L'Église presbytérienne au Canada envoie John Gibson, qui commence à travailler cinq ans plus tard dans le comté de Démérara. Après sa mort, il faut plusieurs années avant qu'un nouveau pasteur, JB Cropper, arrive en 1895. Il parlait couramment l'hindi avec les Indiens qui travaillaient dans les plantations. 

En 1905, son entreprise s'est étendue aux trois colonies. 

Jusqu'en 1945, la Guyana Presbyterian Church a travaillé presque exclusivement chez les Indiens employés dans les plantations de sucre. Une congrégation a été créée en 1945, et l'église est devenue autonome en tant que Canadian Presbyterian Church in British Guyana (Église presbytérienne du Canada en Guyane britannique). En 1961, le nom est changé en Guyana Presbyterian Church.